# Artifact (film)
Pour les articles homonymes, voir Artifact.
Pour plus de détails, voir Fiche technique et Distribution.
Artifact est un film documentaire américain réalisé par Jared Leto, sorti en 2012.

## Synopsis
Artifact narre le procès de EMI Group en 2008 contre Thirty Seconds to Mars ainsi que l'élaboration de leur 3e album studio This Is War. Il montre le groupe pendant une période trouble de leur carrière mais aussi de leur vie. En effet, on les voit douter, se remettre en question et attendre avec anxiété la suite du cauchemar. Ce documentaire montre deux parties distinctes : l'histoire du groupe (procès et Making-Of de This Is War) et la véritable situation des artistes lorsqu'ils ne sont pas en conformité avec leur maison de disques.
Ce documentaire a pour but de montrer au public que l'industrie musicale actuelle tourne principalement autour de l'argent et en oublie même l'aspect artistique et créatif du métier, au détriment des artistes. Plusieurs artistes témoignent et font leur apparition tels que Chester Bennington, Annabelle Wallis, Steve Lillywhite, Bam Margera et bien d'autres.

## Fiche technique
- Titre : Artifact
- Réalisation : Jared Leto
- Scénario :
- Photographie :
- Montage : Daniel Hernández, Ishai Setton et Stefanie Visser
- Musique :
- Production : Jared Leto et Emma Ludbrook
- Pays de production : États-Unis
- Langue originale : anglais
- Format : couleur
- Genre : documentaire
- Durée : 103 minutes
- Dates de sortie :
  - Canada : 14 septembre 2012 (Toronto International Film Festival)

## Distribution
- Jared Leto :
- Shannon Leto :
- Tomo Milicevic :
- Irving Azoff : Interviewee
- Chester Bennington : Interviewee
- Brandon Boyd : Interviewee
- Angelica Cob-Baehler : Interviewee
- Sonny DiPerri : Interviewee
- Daniel Ek : Interviewee
- Robert Ezrin : Interviewee
- Flavor Flav : Cameo
- Jason Flom : Interviewee
- Flood : Interviewee
- Jeff Kempler : Interviewee
- Kenna : Interviewee
- Damian Kulash : Interviewee
- Bob Lefsetz : Interviewee
- Elio Leoni-Sceti : Interviewee
- Constance Leto : Interviewee
- Daniel Levitin : Interviewee
- Steve Lillywhite : Interviewee
- Bam Margera : Interviewee
- Matisyahu : Interviewee
- Amanda Palmer : Interviewee
- Peter Paterno : Interviewee
- Ian Rogers : Interviewee
- Jamie Reed Schefman : Interviewee
- Larry Slezak : Interviewee
- Jed Smith :
- Neil Strauss : Interviewee
- Stryker : Interviewee
- Serj Tankian : Interviewee
- Lee Trink : Interviewee
- D.A. Wallach : Interviewee
- Annabelle Wallis : Interviewee
- Lisa Worden : Interviewee

## Distinctions
- Gotham Independent Film Awards 2012 : Audience Award
- Festival international du film de Toronto 2012 : People's Choice Award « Documentary »